# 무각익족류
무각익족류(無殻翼足類, Gymnosomata) 또는 나각익족류(裸殻翼足類)는 6개 과로 이루어진 큰 분류군으로 헤엄치는 바다 민달팽이이다. 익족류의 한 종류로 알려진 "바다 천사"로도 알려져 있다.
원양의 해양 후새류 복족류 연체동물이며, 이새류에 속한다. "바다 천사"는 "클리오네"(cliones)라는 이름으로도 알려져 있지만, 이는 무각거북고둥과(Clionidae)때문에 잘못 알려진 것이며, 무각거북고둥과는 이 분류군에 속한 하나의 과일 뿐이다.
최근의 분자생물학적 정보들은 무각익족류가 다른 부유하는 약하거나 비-광물화된 복족류인 유각익족류(Thecosomata)와 일종의 자매군을 형성함을 시사하고 있으며, 그렇지만 오랫동안 미해결 상태로 남아있는 이 추측은 아직도 일부에서 비판적으로 보고 있다.

## 특징
이 분류군에서, 복족류의 발은 날개처럼 생긴 퍼덕거리는 부속지(parapodia)로 발달한 것이며, 이들의 조가비는 퇴화했다. 이 두 가지는 자유롭게 헤엄치는 해양 생활에 적합하도록 적응한 것이다. 이러한 적응은 "바다 천사"(sea angel)라는 일반명과 목(目)명에 관한 학명의 유래를 설명해 준다. 목의 학명은 "벌거벗은"(裸)이라는 의미의 "김노스"(gymnos, 영어: naked)와 "몸"(body)이라는 의미의 "소마"(soma)의 그리스어에서 유래했다.
익족류의 나머지 아목, 유각익족류(Thecosomata)는 외관상으로 바다 천사를 닮았지만 밀접한 관련이 있는 것은 아니다. 유각익족류는 더 크고 넓은 부속지(parapodia)를 갖고 있으며, 대부분의 종이 조가비를 유지하고 있다. 흔히 바다 나비로 알려져 있다.
무각익족류는 젤라틴 모양으로 대부분 투명하고 아주 작으며, 가장 큰 종(Clione limacina)은 5cm에 이른다. 클리오네 리마키나는 극지 종으로, 더 따뜻한 물에서 발견되는 종은 더 작다. 무각익족류(바다 천사)의 일부 종들은 유각익족류(바다 나비) 종만을 먹고 산다. 무각익족류는 입 말단에 연체동물이 공통적으로 갖고 있는 치설과 먹이를 붙잡기 위한 촉수를 갖고 있으며, 일부 종은 두족류와 비슷한 빨판을 갖고 있다. 이들의 "날개"는 더 큰 날개를 지닌 유각익족류(바다 나비)보다 무각익족류가 더 빨리 헤엄칠 수 있게 해 준다.
무각익족류의 다른 큰 극지 종, 클리오네 안타르크티카(Clione antarctica)는 이전에는 알려지지 않았던 분자 화합물 프로페논(pteroenone)을 합성함으로써 포식자들로부터 자신을 보호한다. 이 분비물 때문에, 포식자들은 무각익족류(바다 엔젤)를 먹을 수 없으며 단각류 종들은 이 때문에 도움을 받고 있다. 단각류는 물기둥 밖에서 클리오네 안타르크티카를 붙잡으며, 자신을 보호하기 위해 그 주변으로 이동한다. 그곳의 클리오네 안타르크티카의 개체 밀집도는 엄청난 수준에 이르는 것으로 추측하고 있다. 매 세제곱 미터에 300마리까지 달하는 것으로 보고된 적이 있다. 이 복족류는 양성이 동시에 존재하는 자웅동체로 수정은 체내에서 일어난다. 젤라틴 형태의 알 덩어리를 산란기에 방출하며, 이 알들은 부화하기 전까지 자유롭게 떠 다닌다. 배아 상태의 조가비는 산란 이후 수일 이내에 사라진다.

## 발달
무각익족류는 조가비가 없는 다른 후새류 처럼, 수축근 힘줄을 떼어 내고 조가비가 사라지면서 변태기에 자신의 조가비를 폐기한다. 이 그룹은 그렇기 때문에 정확히 말하면, 조가비가 없는 게 아니다. 유충 단계의 조가비가 기술 된(그리고 그 결과로써 아직 우리가 알지 못하고 있는 화석 기록의 이해)은 거의 없다.

## 분포
이 생물은 해저의 냉 극지 지역에서부터 적도의 바다까지 지리적으로 넓은 지역에 분포하고 있다.

## 습성
무각익족류는 육식 복족류로 다른 익족류인 유각익족류만을 먹이로 먹는다. 이들의 생활사는 무각익족류 조가비의 형태와 일관성을 통해 적응하는 먹이 전략을 취함으로써 이들의 피식자와 함께 진화(공진화)해 왔다.
먹이를 잡는 전략은 다양하다. 일부 포식자들은 먹이를 앉아서 기다리는 매복 형태를 취한다. 반면에 일부는 적극적으로 먹이를 뒤쫓는다. 물질 대사율은 포획하는 먹이 종들과 밀접하게 관련되어 있다. 심지어 무각익족류의 크기는 그들 먹이의 크기와 상관 관계가 있으며, 접촉을 통해 크기를 알고, 이전에 빨판이었던 원뿔 고둥 형태의 구강을 사용하여 움켜 쥔다. 갈고리와 이빨 모양 치설의 결합은 유각익족류의 조가비에서 살을 벗겨내는 데 사용한다.
무각익족류는 날개 모양의 부속지를 일종의 노를 젓는 듯한 행동으로 천천히 부딪히며, 물기둥 상부 20미터를 통과하여 "완전하게 유선형이 된" 몸을 추진한다. 비록 보통은 천천히 움직이고 매초 한 두번씩 부속지를 부딪히지만, 먹이를 뒤쫓는 데 필요한 파열 속도를 내는 능력과 더 높은 진동 주파수를 얻기 위한 행동을 할 수 있는 별도의 힘줄을 가지고 있다.

## 멸종 위기
기후 변화에 관한 정부간 패널(Intergovernmental Panel on Climate Change, IPCC) 보고서는 대기 중의 이산화탄소가 증가함에 따라서 해양산성화가 일어나고 있으며, 남쪽 해양의 익족류가 사라지며, 먹이 사슬의 심각한 파괴를 일으킬 수 있다고 보고하고 있다.

## 하위 분류
2005년의 부쉐(Bouchet)와 로크루아(Rocroi)의 복족류 분류는 무각익족류를 아래와 같이 분류했다.
- 무각거북고둥상과 (Clionoidea)
  - 무각거북고둥과 (Clionidae)
  - Cliopsidae
  - Notobranchaeidae
  - Pneumodermatidae
- Hydromyloidea
  - Hydromylidae
  - Laginiopsidae

이 분류군은 Thliptodontidae과를 클리오네과의 아과인 Thliptodontinae아과로 취급했다.

## 대중 문화에서의 무각익족류
- 디지몬(Digimon) 마린엔젤몬은 무각익족류의 형태와 이름을 빌려 왔다.
- 포켓몬스터(Pokémon) 물-타입 피오네(Phione)와 마나피(Manaphy)는 무각익족류를 기초로 만든 캐릭터이다.

## 추가 문헌
- Mollusca - The Southern Synthesis  Order Gymnosomata by L. Newman pages 985-989; Beesley, P.L., Ross, G.J.B. & Wells, A (eds) - ISBN 0-643-05756-0